# Третій вимір
«Третій вимір» — радянський трисерійний телефільм 1981 року, знятий режисером Віленом Новаком на Одеській кіностудії.

## Сюжет
Телесеріал за мотивами однойменної повісті Леоніда Боріча. Гостросюжетна кіноповість про екіпаж атомного підводного човна Червонопрапорного Північного флоту.

## У ролях
- Олександр Парра — Юрій Дмитрович Букрєєв, командир атомного підводного човна
- Наталія Єгорова — Марія Вікторівна
- Герман Юшко — Максим Петрович Ковальов, замполіт, капітан 2-го рангу
- Валерій Кравченко — Варламов, старпом
- Євген Меньшов — Сергій Володимирович Володін, штурман, капітан 3-го рангу
- Юрій Лученко — Микола Миколайович Обозін, головний механік
- Валерій Носик — Бобрик, мічман, інтендант підводного човна
- Володимир Грамматиков — Іван Редько, лікар на атомному човні
- Рубен Симонов — Сартанян, офіцер, член екіпажу підводного човна
- Валерій Шальних — Фількін, лейтенант
- Всеволод Сафонов — командувач
- Юрій Гусєв — Мохов, начальник штабу, капітан 1-го рангу
- Леонхард Мерзін — Осокін, контрадмірал
- Світлана Світлична — Ольга, дружина Букреєва
- Сергій Селіверстов — член екіпажу підводного човна
- Володимир Шихов — Євдокимов, член екіпажу підводного човна
- Аракел Семенов — Новичков, кермовий на підводному човні
- Валентин Солдатов — член екіпажу підводного човна
- Віталій Ліщук — член екіпажу підводного човна
- Василь Скромний — Коля, матрос на підводному човні
- Л. Лощенков — член екіпажу підводного човна
- Ігор Єфімов — начальник відділу постачання військово-морської бази
- Надія Шумілова — офіціантка
- Ігор Зайцев — Андрійко, синочок Букреєва
- Людимила Бикова — Люся, співробітниця відділу постачання
- Галина Іванченко — співробітниця відділу постачання
- Євген Іваничев — письменник
- Галина Ковганич — партнерка Володіна
- Тетяна Мітрушина — Рая, подруга Ольги
- Наталія Волгова — дочка Букреєва

## Знімальна група
- Режисер — Вілен Новак
- Сценаристи — Леонід Борич, Наум Бірман
- Оператор — Геннадій Карюк
- Композитор — Володимир Дашкевич
- Художник — Наталія Ієвлєва